# Norbert Pfretzschner

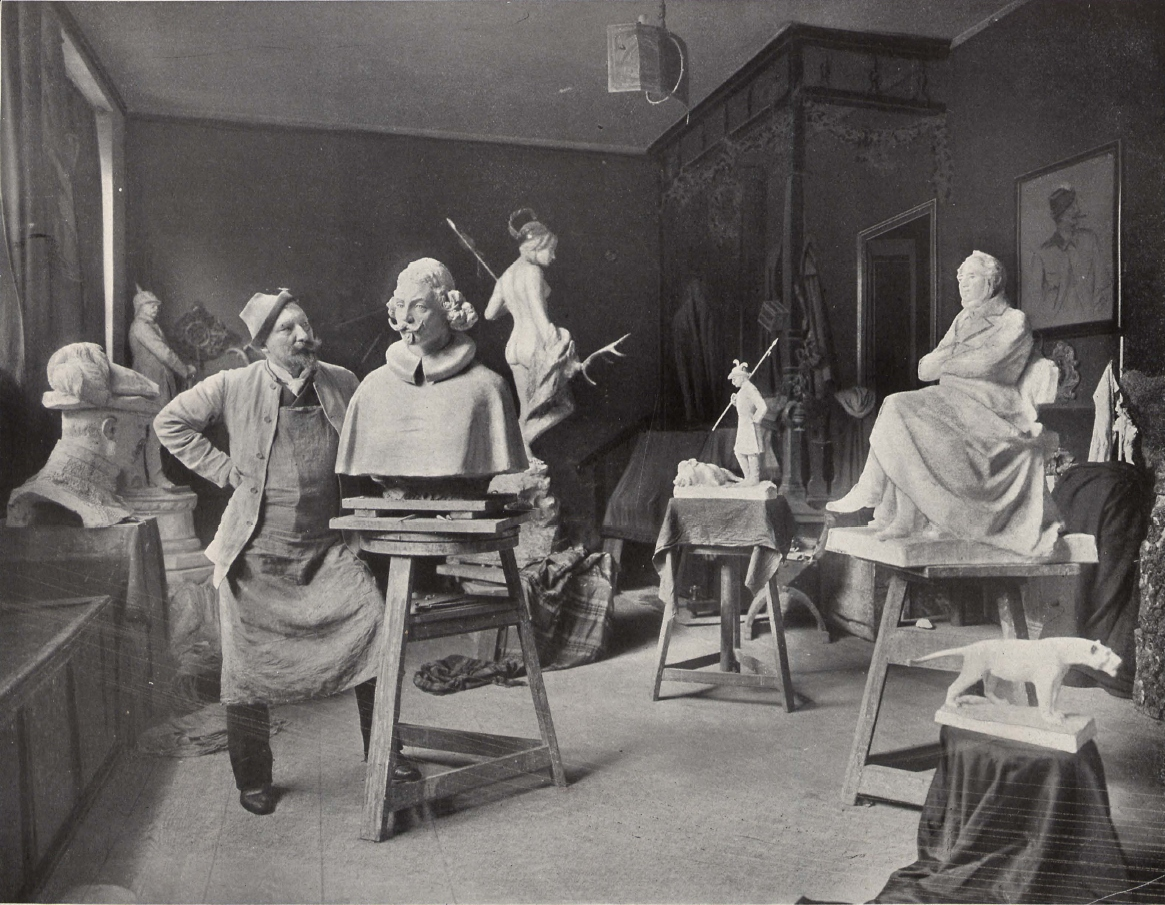
Norbert Pfretzschner in seinem Berliner Atelier, 1905. Foto von Zander & Labisch.

Norbert Pfretzschner (* 1. September 1850 in Kufstein; † 28. Dezember 1927 in Lana a. d. Etsch) war ein österreichischer Bildhauer und Jagd-Schriftsteller aus einer Tiroler Künstlerfamilie.

## Leben
Pfretzschner wuchs auf dem Gut seiner Familie in Jenbach/Tirol auf, wo er erste Kontakte mit der Kunst hatte. Sein Vater, Dr. med. Norbert Pfretzschner senior, Reichsrat-, Land- und Reichstagsmitglied, war selber ein kunstinteressierter Mann, der sich schon in den 1850er Jahren mit der Fotografie beschäftigte. Wesentliche Impulse dürfte er durch seinen Großvater Johann Baptist Pfretzschner (von dem sich hervorragende Gemälde im Innsbrucker Museum Ferdinandeum befinden) und durch seinen Onkel, den berühmten Münchener Fotografen Franz Hanfstaengl, erhalten haben.
Seine schulische Ausbildung erhielt er an den Gymnasien von Innsbruck und Brixen.
Pfretzschner studierte ab 1871 Ökonomie in Leipzig, Freiburg im Breisgau und Innsbruck und war Mitglied der Corps Thuringia Leipzig, Suevia Freiburg und Rhaetia Innsbruck. Neben der Tätigkeit als Jagdschriftsteller nahm Pfretzschner die Stellung eines Forst- und Jägermeisters erst bei Herzog Ernst II. von Sachsen-Coburg und Gotha und dann bei Baron Nathaniel Meyer von Rothschild in Gut Schillersdorf, Oberschlesien, an. Nach einer Krankheit erfolgte die Ausbildung zum Bildhauer bei Edmund Hellmer und Ludwig Manzel. Von 1891 bis 1913 war er als Bildhauer in Berlin tätig. Hier arbeitete auch der Bildhauer Franz Tübbecke für ihn, zum Beispiel an dem Denkmal für Kurfürst Joachim Friedrich in der Siegesallee, Denkmalgruppe 22.
Nach dem Ersten Weltkrieg, den er mit 64 Jahren als Freiwilliger beim Tiroler Kaiserjäger-Regiment an vorderster Front mitmachte, ließ er sich 1924 in Lana im Burggrafenamt nieder. Dort wurde er auch wieder schriftstellerisch tätig und beendete den Jagd-Roman Peter Rieser.
Pfretzschner gab seine gestalterische Begabung weiter an seinen Sohn Ernst Pfretzschner, Architekt in Tirol und Argentinien.

## Werk

### Bismarck-Denkmal

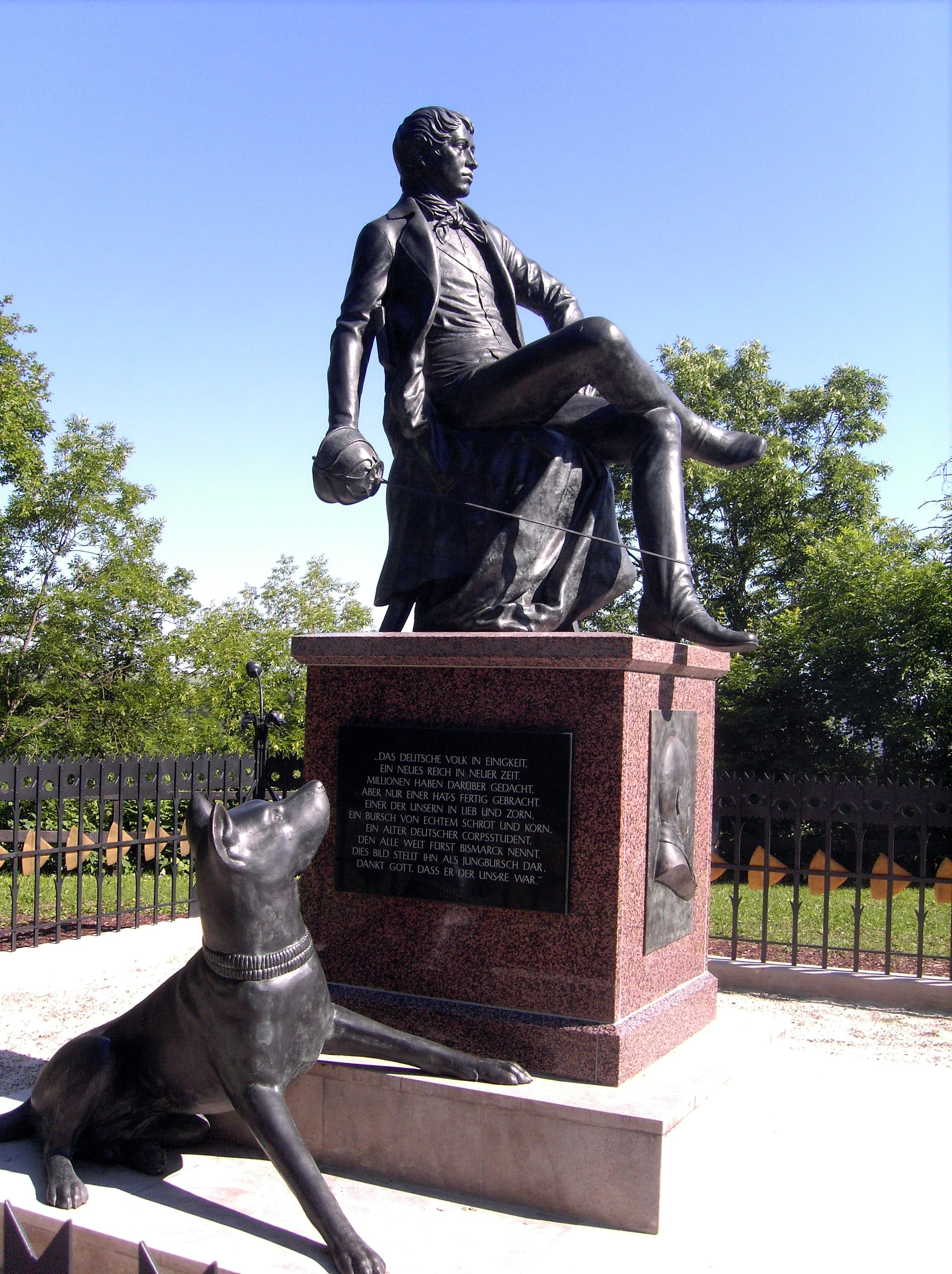
Jung-Bismarck-Denkmal auf der Rudelsburg (Nachbildung 2006)

Zu seinen bekanntesten Werken gehört das 1896 enthüllte Jungbismarck-Denkmal auf der Rudelsburg bei Bad Kösen, das Otto von Bismarck in fast lümmelnder Pose mit seinem Hund Ariel als jungen Studenten des Corps Hannovera in Göttingen zeigte und 1951/52 abhandenkam. Ein Nachguss dieser einzigartigen Bismarck-Darstellung ist am 1. April 2006 an der Rudelsburg wieder aufgestellt worden. Das Denkmal war bei seiner ersten Enthüllung in ganz Deutschland stark umstritten, war aber durch Bismarck in dieser Form persönlich autorisiert worden. Die Innsbrucker Nachrichten berichteten damals in ihrer Ausgabe vom 12. August 1895:

„Die Feier des 80. Geburtstags des Fürsten Bismarck hat einem tirolischen Künstler einen sehr ehrenvollen Auftrag eingebracht. Unser in Charlottenburg lebender Landsmann Norbert Pfretzschner wurde eingeladen, einen Entwurf für ein Bismarck-Denkmal herzustellen, das auf der romantischen Rudelsburg an der Saale errichtet werden soll. In fabelhaft kurzer Zeit hat Pfretzschner die Konzeption vollendet und seine in Ton ausgeführte Skizze war so bestechend, dass der Künstler die Ausführung des Denkmals ohne weiteres zugesichert erhielt. Dasselbe stellt Bismarck als flotten Bruder Studio dar, sitzend in voller Wichs, das rechte Bein keck überschlagen, den gesenkten Schläger in der Rechten. Zur Modellierung des jugendlichen Kopfes hatte der Fürst Bilder aus der Zeit seines Göttinger Aufenthaltes zur Verfügung gestellt. Studentische Embleme, Fahnen und Kränze schmücken den durch Ecksäulchen flankierten Sockel. Das Original Modell der schönen Statue, über 1 ½ Meter hoch – eine charakteristische Verkörperung des blühenden Studentenlebens – zierte am 1. April eines der Gemächer von Friedrichsruh. Wenn die Ausführung des Denkmals, woran übrigens nicht zu zweifeln, den allgemeinen Beifall im selben Maße findet, wie die mit burschikos genialer Schneidigkeit modellierte Skizze, so ist Pfretzschner, der sich bekanntlich erst vor wenigen Jahren der plastischen Kunst zugewendet hat, ein gemachter Mann dem es an Aufträgen und Ehren nicht fehlen wird.“

Offensichtlich war man mit der Ausführung des Denkmales trotz der zuerst geäußerten Vorbehalte sehr zufrieden, denn in einem weiteren, im Jahre 1897 erschienenen Artikel der Innsbrucker Nachrichten heißt es:

„Dem Meister des von den Corpsstudenten dem Fürsten Bismarck errichteten Denkmals, dem Bildhauer Norbert Pfretzschner ist eine außerordentliche Anerkennung in folgendem Schreiben des Comites zugegangen: Sehr geehrter Herr Hauptmann! Der Gesamtausschuss des Verbandes alter Corpsstudenten hat in seiner ordentlichen vom 13. d. M. einstimmig beschlossen, Ihnen in dankbarer Anerkennung des schönen Werkes, das aus Ihrer Hand hervorgegangen, die Rudelsburger Höhe schmückt, nach dem bereits contractmäßig entrichteten Honorar noch einen freiwilligen Zuschuss von 2000 Mark, schreibe zweitausend Mark, zuzuwenden. Es ist mir der ehrenvolle Auftrag geworden, Ihnen diesen Beschluss mitzutheilen und die genannte Summe zu überreichen. Möge diese ebenso freudig gegebene, als wohlverdiente Anerkennung Ihnen, sehr geehrter Meister, ein Beweis sein, wie sehr das von Ihnen geschaffene Kunstwerk den Gedanken, die wir damit verkörpert haben sehen wollen, entspricht, möge sie Ihnen ein Antrieb sein, muthig und fest auf dem beschrittenen Weg weiterzustreben und in unablässigem Ringen jene hohen Ziele Ihrer Kunst zu erreichen, auf die Ihre natürliche Begabung Sie hinweist. Gez. Hans Ritter v. Hopfen.“

### Weitere plastische Werke

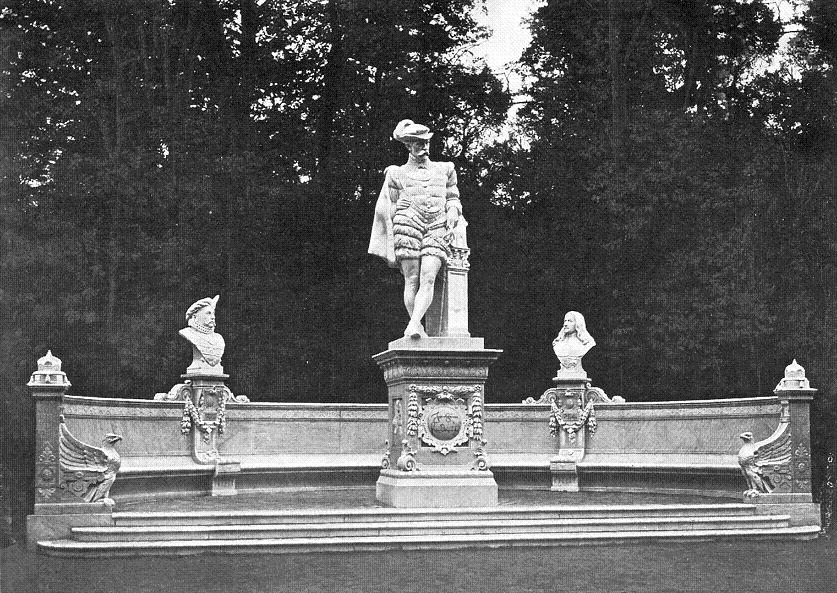
Denkmalgruppe 22 der Siegesallee, 1900

Rudolstadt, RSC-Denkmal

- Kleinere Tierplastiken: Löwe, Löwin, drei Füchse im Schnee, Fuchs und Frosch,
- Büsten und Figuren in den Museen von Innsbruck, Kufstein, Berlin, Halle a. S., Bautzen, Kopenhagen
- Riesenhäupter von Bison, Wildsau und Bär an das Schloss des Grafen Thiele-Winkler
- Brehm-Schlegel-Denkmal in Altenburg
- Denkmal des Rudolstädter Senioren-Convents in Rudolstadt (1908)
- Denkmalgruppe 22 in der Siegesallee in Berlin: Kurfürst Joachim Friedrich von Brandenburg, sowie die Assistenzbüsten Graf Hironymus Schlick und Johann von Löben (1900)
- Bismarck-Denkmal in Eger
- Friedrich-List-Denkmal in Kufstein
- Millennium-Denkmal in Brixen
- Wieshofer-Denkmal in St. Johann, Tirol für Matthias Wieshofer (1752–1819) als Statue, 1908[1]
- Hörfarter-Denkmal in Kufstein
- Franz-Thurner-Denkmal in Innsbruck

### Publikationen
- Über Max Klinger, in: Randglossen zur Deutschen Literaturgeschichte. Hrsg. Anton Breitner, Band 11, Wien 1905.
- Peter Rieser, der Wildmeister von Hinterriß. Roman (= Grüne Bücher. Nr. 19). 3. Aufl. 1925.
- Veröffentlichung von zahlreichen kleineren Skizzen und Erzählungen in Jagdzeitschriften seiner Zeit.